# Никитин, Василий Васильевич (генерал-полковник)
Никитин Василий Васильевич (12 ноября 1914 года, Петроград — 3 августа 1994 года, Москва) — советский военный деятель. Генерал-полковник-инженер (18.11.1971), генерал-полковник (26.04.1984).

## Биография
После окончания средней школы поступил в Московский плановый институт. В феврале 1936 года, ещё во время учёбы в институте его по комсомольской путевке направили в порядке усиления квалифицированными специалистами в Наркомат обороны СССР, а там он из нескольких предложенных вариантов выбрал должность экономиста в Управлении снабжения горючим (УСГ) Красной Армии. В связи с чем был переведён с очного на вечернее отделение института, который успешно окончил в 1937 году.
В августе 1938 года был из вольнонаёмных служащих зачислен в кадры Красной Армии с присвоением воинского звания военинженер 3-го ранга, и был назначен помощником начальника 1-го отделения 2-го отдела УСГ РККА. В 1939 году поступил на вечернее отделение военно-инженерного факультета Военной академии механизации и моторизации РККА имени И. В. Сталина. С началом советско-финской войны в декабре 1939 года был отозван из академии и направлен на фронт, где отвечал за доставку горючего в войска.
Участник Великой Отечественной войны. С августа 1941 года — начальник 1-го отделения 2-го отдела УСГ РККА, с 1942 — начальник 4-го отдела (обеспечение горючим наземных войск) Управления Службы горючего РККА. В этой должности основную часть времени провёл в действующей армии, решая задачи обеспечения горючим войск при подготовке и проведении практически всех крупных наступательных операций. С июня 1945 года одновременно с основной должностью — заместитель начальника управления снабжения горючим при Главнокомандующем войсками на Дальнем Востоке. Участник советско-японской войны в августе 1945 года, а после её завершения до декабря 1945 года выполнял задания по обеспечению горючим новых советских гарнизонов на Сахалине и Курильских островах. За годы войны награждён двумя боевыми орденами.
После войны продолжил службу в должности начальника того же отдела. С 1949 года — заместитель начальника УСГ Вооружённых Сил СССР. В 1953 году с отличием окончил Высшие академические курсы при Военной академии тыла и снабжения.
В 1953 году был назначен исполняющим обязанности начальника УСГ Министерства обороны СССР, и с этого времени на протяжении 31 года возглавлял службу горючего Вооружённых Сил (намного больше, чем кто-либо другой). В мае 1954 года В. В. Никитина утвердили в должности начальника УСГ. В 1967 году Управление снабжения горючим Министерства обороны было преобразовано в Центральное управление снабжения ракетным топливом и горючим Министерства обороны СССР, в 1978 году — в Центральное управление ракетного топлива и горючего Министерства обороны СССР.
С деятельностью В. В. Никитина на этой должности связано бурное развитие службы горючего в целях непрерывного обеспечения горючим стремительно растущего парка боевой и вспомогательной техники войск. Большое его заслугой стало создание и развитие трубопроводных войск. Над созданием самой современной техникой для обеспечения войск горючим, прокладки и эксплуатации трубопроводов работал 25-й НИИ Минобороны СССР. Для решения задач обеспечения войск Никитин предложил идею транспортировки горючего посредством полевых магистральных трубопроводов (ПМТ). Разработанные под его руководством ПМТ успешно прошли испытания в ходе крупномасштабных учений, а затем — и в работе. Так, в 1972 году для тушения огромных лесных пожаров в Подмосковье были проложены десятки ПМТ для доставки воды из водоёмов непосредственно к местам тушения пожаров и заливки горящих торфяников. В 1980-х годах были построены и безотказно работали два полевых трубопровода для доставки горючего в войска ограниченного контингента советских войск в Афганистане (протяженность — более 1200 километров).
С января 1984 года — в отставке. Жил в Москве. Похоронен на Кунцевском кладбище.
Член КПСС в 1940—1991 годах.

## Воинские звания
- военинженер 3-го ранга (1938)
- инженер-майор (1942)
- инженер-подполковник (1944)
- инженер-полковник (1949)
- генерал-майор инженерно-технической службы (1954)
- генерал-лейтенант инженерно-технической службы (7.05.1960)
- генерал-полковник-инженер (18.11.1971)
- генерал-полковник (26.04.1984)

## Труды
- Никитин В. В. Горючее — фронту. — М.: Воениздат, 1984.
- Никитин В. В., Загорский В. И., Акунин В. Г. и др. Использование полевых магистральных трубопроводов и нефтепродуктопроводов для обеспечения войск горючим. — М.: Воениздат, 1976,
- Никитин В. В. Горючее — основа боевой готовности.
- Никитин В. В. 30 лет во главе службы горючего : (Сборник трудов.) / Сост., предисл. А. М. Сиренко, Е. П. Серёгин. — М.: Воентехлит, 1999. — 636 с. — ISBN 5-900053-018-9.
- Никитин В. В. Службе снабжения горючим 25 лет // Тыл и снабжение Советских Вооружённых Сил. — 1961. — № 2. — С.20-23.
- Никитин В. В. Служба снабжения горючим в Великой Отечественной войне // Тыл и снабжение Советских Вооружённых Сил. — 1965. — № 1. — С.31-35.
- Никитин В. В. Обеспечение войск горючим в контрнаступлении под Курском // Военно-исторический журнал. — 1979. — № 8. — С.25-30.

## Награды
- два ордена Красного Знамени (1.09.1945)
- орден Отечественной войны 1-й степени (11.03.1985)
- два ордена Трудового Красного Знамени
- три ордена Красной Звезды
- Орден «За службу Родине в Вооружённых Силах СССР» 3-й степени
- медаль «За оборону Москвы»
- медаль «За победу над Германией»
- медаль «За победу над Японией»
- другие медали
- Орден «9 сентября 1944 года» 1-й степени с мечами (Болгария, 1974)
- Орден Возрождения Польши 5-го класса (Польша)
- Медаль «100 лет Освобождения Болгарии от османского рабства»
- Медаль «100 лет со дня рождения Георгия Димитрова»
- Медаль «90 лет со дня рождения Георгия Димитрова»
- Медаль «30 лет Победы над фашистской Германией»
- Медаль «Китайско-советская дружба»
- Медаль «20-я годовщина Революционных Вооруженных сил Кубы»
- Лауреат Государственной премии СССР
- Почётный нефтехимик СССР

## Память
Именем В. В. Никитина назван малый морской танкер проекта проекта 03182, заложенный в 2017 году.
12 ноября 2021 года памятник генерал-полковнику Василию Никитину торжественно открыт на территории 25-го государственного научно-исследовательского института химмотологии Министерства обороны Российской Федерации в Москве.
В 2023 году на Невском ССЗ состоялся спуск на воду танкера «Василий Никитин», второго судна проекта 23130.